# Église Saint-Germain de Drubec
Pour les articles homonymes, voir Église Saint-Germain.
L'église Saint-Germain est une église catholique située à Drubec, en France. Datant du XIIe siècle, elle est inscrite au titre des Monuments historiques.

## Localisation
L'église est située dans le département français du Calvados, dans le petit bourg de Drubec.

## Historique
Le clocher est inscrit au titre des Monuments historiques depuis le 17 juillet 1926.